# Gavge pri Kostelu
Kostelske vislice (tudi gavge) so primerek vislic, ki so nekoč pripadale sodni oblasti gradu Kostel. 
Grad Kostel, zgrajen med 1247 in 1325, je imel že od nekdaj lastno sodišče in s tem pravico do smrtnih razsodb, znano kot »pravica meča«, ius gladii. Krvnosodno pravico so uresničevali z uporabo vislic, kar v dogodku iz 17. stoletja, ko so se kostelski podložniki uprli, opisuje tudi Valvasor. Ko je bil eden izmed upornikov obsojen na smrt in je že stal na morišču, mu je nekdo v množici z nožem narezal vrv, s katero je imel zvezane roke, zaradi česar je lahko pobegnil in ubežal kazni.
Iz tistega časa ne obstaja nobena slikovna upodobitev vislic, edini slikovni vir v zvezi z gradom je Valvasorjeva veduta iz 17. stoletja. Današnje gavge so lesena rekonstrukcija, ki jo je postavilo Turistično-športno društvo Kostel, prvič leta 2000 in ponovno 2021. Nahajajo se na istem mestu kot nekoč – na levi strani gozdne poti, ki vodi do gradu. Stojijo na podstavku, ki meri 1,6 metra v dolžino in 0,85 metra v širino. Drog dosega višino 2,6 metra, nanj pa je pravokotno pritrjen tram dolžine 1,3 metra. Ljudje so gavge vnašali v pregovore, za Kostel velja kot najbolj primeren: »Pa so gavge zaškripale i vrag ga je sabo zeu.«

## Ozadje
Vislice so vedno stale na vidnem mestu, na primer na križpotjih, z namenom odvračalnega učinka. Poleg tega naj bi razpotje zmedlo duše umrlih, saj so se grajski gospodi bali, da bi zatavale na grad. Bile so strateško postavljene na sodnih mejah, saj so predstavljale politično in sodno oblast nad zemljiščem. Locirane so bile izven mesta, ker je obešanje veljalo za nečastno kazen in zaradi smradu ob razkroju trupel. Obešali so le pripadnike nižjih slojev, vzrok slednjega je ideja iz časa rimskega imperija, da je ta kazen neprimerna za civilizirano državo. Verjeli so, da je bila nevšečnost obešanja v tem, da duša ni imela pravega izhoda navzgor, marveč je izstopila spodaj v pekel. Ta smrtna kazen je za družino pomenila največjo sramoto, saj so truplo pustili viseti in ga nastavili za hrano krokarjem ali so ga razrezali prodajalci magičnih delov človeškega telesa. Ker so delinkventu odrekli pokop, njegova duša ni doživela miru, zaradi česar je obešanje veljalo za hujšo kazen kot obglavljenje.
Obešanje je kot oblika eksekucije omenjeno v številnih pravnih virih za slovensko ozemlje. Privilegija za Kranjsko in Koroško (1338) sta kazen obešanja predvidevala za tatvino. Po ljubljanskem malefičnem redu (1514) so zaradi večjih tatvin z obešanjem kaznovali le moške.Constitutio Criminalis Theresiana (1768) je obešanje predpisovala za tatvino predmeta, vrednega nad 25 florintov, ali če je bil tat kaznovan več kot dvakrat zaradi manjših tatvin. Pogosto so nad glavo obsojenca obešali tudi predmete, ki so simbolizirali ukradeno premoženje, da bi poudarili naravo zločina. Obči zakonik o hudodelstvih in njihovem kaznovanju (1787) je omejeval smrtno kazen le na naglo sodišče, način njene izvedbe pa poenotil z obešanjem, ki je tedaj veljalo skoraj izključno za moške. Zakon o hudodelstvih in težkih policijskih prestopkih (1803) je zopet uvedel smrtno kazen za večje število deliktov, kot edino obliko usmrtitve je dopuščal obešanje, ki je tedaj veljalo za moške in za ženske.